# Clais
Clais – miejscowość i gmina we Francji, w regionie Normandia, w departamencie Sekwana Nadmorska.
Według danych na rok 1990 gminę zamieszkiwało 209 osób, a gęstość zaludnienia wynosiła 17 osób/km² (wśród 1421 gmin Górnej Normandii Clais plasuje się na 693. miejscu pod względem liczby ludności, natomiast pod względem powierzchni na miejscu 233.).